# Tylobranchion antarcticum
Tylobranchion antarcticum is een zakpijpensoort uit de familie van de Diazonidae. De wetenschappelijke naam van de soort is voor het eerst geldig gepubliceerd in 1902 door Herdman.